# Goffredo Fofi
Goffredo Fofi (Gubbio, 15 aprile 1937 – Roma, 11 luglio 2025) è stato un saggista, attivista, giornalista e critico cinematografico, letterario e teatrale italiano.
La sua visione da intellettuale impegnato è volta alla costruzione di una rete alternativa alla cultura del consumismo e dell'omologazione culturale. Il suo impegno critico si incentra soprattutto sul rapporto fra la realtà sociale e la sua rappresentazione artistica, in particolare nel cinema.

## Biografia
Nel 1955, a diciotto anni, lascia Gubbio in treno per giungere in Sicilia, a Palermo, affascinato dal pensiero e delle imprese del filosofo e attivista Danilo Dolci, e lo affianca nelle sue battaglie a fianco dei disoccupati, nella lotta alla mafia costruita sul fondamento di un pacifismo gandhiano a quei tempi ancora sconosciuto in Italia, e negli "scioperi al rovescio", i quali «consistevano, per esempio, nell'asfaltare una strada bianca con un gruppo di disoccupati [allo scopo di] rivendicare il diritto al lavoro». Le attività svolte nella comunità di Dolci lo condannano a un foglio di via «per avere insegnato senza percepire stipendio», in risposta al quale Lucio Lombardo Radice scrive in sua difesa un editoriale sulla prima pagina de L'Unità in cui definisce il "crimine" di Fofi come «delitto d'alfabeto».
Nella prima metà degli anni 1960 raggiunge Parigi e lavora nella rivista di cinema Positif. Rientrato in Italia, fonda insieme a Piergiorgio Bellocchio e Grazia Cherchi i Quaderni piacentini e scrive la sua inchiesta giornalistica L'immigrazione meridionale a Torino, rifiutata dall'editore torinese Einaudi per le considerazioni sulla politica dell'azienda concittadina Fiat nei confronti dell'immigrazione e poi pubblicata da Feltrinelli.
Nel 1967 fonda a Torino Ombre rosse, rivista di cinema dai contenuti fortemente schierati dal punto di vista politico e molto vicina ai movimenti studenteschi e operai. Nel 1968 contribuisce al successo della casa editrice Forum Editoriale, proponendo la pubblicazione di romanzi erotici per guadagnare utili da reinvestire nella pubblicazione dell'edizione integrale degli scritti dell'intellettuale comunista Amadeo Bordiga; in particolare, Fofi acquista per la casa editrice i diritti del romanzo Emmanuelle e ne cura la traduzione italiana: la prima edizione viene sequestrata dalla magistratura per oscenità, ma il romanzo diventa comunque un best seller grazie anche alla successiva omonima trasposizione cinematografica.
Dal 1972 Fofi è fra gli animatori a Napoli della Mensa dei bambini proletari e partecipa al dibattito sulla "questione meridionale", incontrando e frequentando i maggiori meridionalisti del secondo dopoguerra, da Manlio Rossi-Doria a Gaetano Salvemini, e fondando la rivista Dove sta Zazà in collaborazione con Stefano De Matteis.
Nel 1997 fonda la rivista letteraria Lo Straniero, che ha terminato le pubblicazioni alla fine del 2016, e il relativo Premio Lo Straniero, tuttora assegnato annualmente. Come consulente editoriale, direttore di riviste e critico militante ha scoperto e/o incoraggiato vari scrittori come Giulio Angioni, Sergio Atzeni, Alessandro Baricco, Stefano Benni, Maurizio Maggiani, Raul Montanari e Roberto Saviano.
Ha diretto la rivista Gli asini ed è stato direttore editoriale delle Edizioni dell'Asino. 
Oltre a quelle già citate, Fofi aveva contribuito inoltre alla nascita delle riviste Linea d'ombra, La Terra vista dalla Luna  e, fra gli anni 1980 e 1990, di altre pubblicazioni come Nino domani a Palermo e Piccione viaggiatore. Ha collaborato con i quotidiani Avvenire, il manifesto, Il Sole 24 Ore, l'Unità e con le riviste Confronti, FilmTv, Internazionale, Panorama.
Riteneva Juan Rulfo, che ha conosciuto personalmente, e Jorge Luis Borges i due nomi più importanti della letteratura sud-americana.
Fofi è morto a Roma l'11 luglio 2025, per arresto cardiaco. Aveva 88 anni.

## Critica cinematografica
Fondamentale è stato il contributo di Fofi alla rivalutazione di Totò, attore sempre snobbato in vita dalla critica cinematografica. Sulla scia di Pier Paolo Pasolini, che lo aveva voluto in Uccellacci e uccellini, nel 1968 Fofi pubblica Totò. L'uomo e la maschera, con la collaborazione della vedova Franca Faldini, saggio più volte riveduto e aggiornato.

## Opere
- L'immigrazione meridionale a Torino, Milano, Feltrinelli, 1964; 1975; Torino, Aragno, 2009. ISBN 978-88-8419-399-5.
- Il cinema italiano. Servi e padroni, Milano, Feltrinelli, 1971.
- Nel nome del Padre di Marco Bellocchio, collana Dal soggetto al film, vol. 44, a cura di, Bologna, Cappelli, 1971.
- Totò, a cura di, Roma, Samonà e Savelli, 1972.
- Agenda rossa 1977. [La storia italiana dal '45 a oggi: politica, cultura e costume], a cura di e con Luigi Manconi, Roma, Savelli, 1976.
- Il teatro di Totò (1932-1946), a cura di, Milano, Più libri, 1976.
- Capire con il cinema. 200 film prima e dopo il '68, Milano, Feltrinelli Economica, 1977.
- Totò. L'uomo e la maschera, a cura di e con Franca Faldini, Milano, Feltrinelli Economica, 1977.
- L'avventurosa storia del cinema italiano raccontata dai suoi protagonisti, a cura di e con Franca Faldini

I, 1935-1959, Milano, Feltrinelli, 1979.
II, 1960-1969, Milano, Feltrinelli, 1981.
- Quisquiglie e pinzillacchere. Il teatro di Totò, 1932-1946, Roma, Savelli, 1980.
- Marlon Brando, con Tony Thomas, Roma, Gremese Editore, 1982.
- Il cinema italiano d'oggi 1970-1984. Raccontato dai suoi protagonisti, con Franca Faldini, Milano, A. Mondadori, 1984.
- Dieci anni difficili. Capire con il cinema, parte seconda, 1975-1985, Firenze, La casa Usher, 1985.
- Storia del cinema

II, Dal neorealismo alla fine della guerra fredda, con Morando Morandini e Gianni Volpi, Milano, Garzanti, 1988. ISBN 88-11-47300-4.
III, Dalle nouvelles vagues ai giorni nostri, con Morando Morandini e Gianni Volpi, Milano, Garzanti, 1988. FER0022220
IV, USA, URSS e Terzo mondo. Dagli anni Sessanta ai nostri giorni, con Morando Morandini e Gianni Volpi, Milano, Garzanti, 1990.
V, Immagini e fotogrammi, con Morando Morandini e Gianni Volpi, Milano, Garzanti, 1990.
- Aldo Capitini e la non-violenza, in Non-violenza e pacifismo, Milano, FrancoAngeli, 1988. ISBN 88-204-2780-X.
- Pasqua di maggio. Un diario pessimista, Genova, Marietti, 1988. ISBN 88-211-6602-3.
- La grande recita, Napoli, Colonnese, 1990.
- Prima il pane. Cinema, teatro, letteratura, fumetto e altro nella cultura italiana tra anni Ottanta e Novanta, Roma, E/O, 1990. ISBN 88-7641-093-7.
- Storie di treno, Brescia, L'obliquo, 1990.
- I limiti della scena. Spettacolo e pubblico nell'Italia contemporanea (1945-1991), Milano, Linea d'Ombra, 1992. ISBN 88-09-00709-3.
- Scrittori per un secolo, a cura di e con Giovanni Giovannetti, Milano, Linea d'Ombra, 1993. ISBN 88-09-00905-3.
- Benché giovani. Crescere alla fine del secolo, Roma, E/O, 1993. ISBN 88-7641-162-3.
- Strana gente. 1960. Un diario tra Sud e Nord, Roma, Donzelli, 1993. ISBN 88-7989-002-6.
- Gianni Amelio, Amelio secondo il cinema. Conversazione con Goffredo Fofi, Roma, Donzelli, 1994. ISBN 88-7989-110-3.
- Cortile Cascino, Palermo, Edizioni della Battaglia, 1994.
- La vera storia di Peter Pan e altre storie per film (1968-1977), Roma, E/O, 1994. ISBN 88-7641-221-2.
- Come in uno specchio. I grandi registi della storia del cinema, Roma, Donzelli, 1995. ISBN 88-7989-164-2; 1997. ISBN 88-7989-346-7; 2008. ISBN 978-88-6036-225-4.
- Narrare il Sud. Percorsi di scrittura e di lettura, a cura di, Napoli, Liguori, 1995. ISBN 88-207-2449-9.
- Più stelle che in cielo. Il libro degli attori e delle attrici, Roma, E/O, 1995. ISBN 88-7641-266-2.
- Strade maestre. Ritratti di scrittori italiani, Roma, Donzelli, 1996. ISBN 88-7989-267-3.
- Maledetti giornalisti, con Gad Lerner e Michele Serra, Roma, E/O, 1997. ISBN 88-7641-329-4.
- "Un volto che ci somiglia"; Tra saggistica, reportage e romanzo, in Il germoglio sotto la scorza: Carlo Levi vent'anni dopo, Cava de' Tirreni, Avagliano, 1998. ISBN 88-86081-96-0.
- Prima e dopo il '68. Antologia dei Quaderni piacentini, a cura di e con Vittorio Giacopini, Roma, Minimum fax, 1998. ISBN 88-86568-51-7.
- Sotto l'ulivo. Politica e cultura degli anni '90, Roma, Minimum fax, 1998, ISBN 88-86568-65-7.
- Stefano Benni, Leggere, scrivere, disobbedire, conversazione con Goffredo Fofi, Roma, Minimum fax, 1999. ISBN 88-86568-77-0.
- Le nozze coi fichi secchi. Storie di un'altra Italia, Napoli, L'Ancora del Mediterraneo, 1999. ISBN 88-8325-052-4.
- Vittorio De Seta. Il mondo perduto, con Gianni Volpi, Torino, Lindau, 1999. ISBN 88-7180-291-8.
- Nicola Chiaromonte, Ignazio Silone. L'eredità di Tempo presente, a cura di e con Vittorio Giacopini e Monica Nonno, Roma, Fahrenheit 451, 2000. ISBN 88-86095-39-2.
- Zaccheo e gli intellettuali, in La Bibbia dei non credenti. Protagonisti della vita italiana sfidano il Libro dei libri, Casale Monferrato, Piemme, 2002. ISBN 88-384-6504-5.
- Nel Sud, senza bussola. Venti voci per ritrovare l'orientamento, a cura di e con Alessandro Leogrande, Napoli, L'ancora del Mediterraneo, 2002. ISBN 88-8325-071-0.
- Paolo Benvenuti, Alessandria, Falsopiano, 2003. ISBN 88-87011-64-8.
- Alberto Sordi. L'Italia in bianco e nero, Milano, Mondadori, 2004. ISBN 88-04-52244-5.
- Simenon, l'uomo nudo, con Giovanni Da Campo e Claudio G. Fava, Napoli, L'Ancora del Mediterraneo, 2004. ISBN 88-8325-143-1.
- La traversata. Dal fascismo all'antifascismo, in Roma 1944-45: una stagione di speranze. L'Annale Irsifar, Milano, FrancoAngeli, 2005. ISBN 88-464-6624-1.
- Da pochi a pochi. Appunti di sopravvivenza, Milano, Elèuthera, 2006, ISBN 88-89490-17-9.
- Gli anni d'oro del diario Vitt, raccontati da, Viterbo, Stampa alternativa/Nuovi equilibri, 2006. ISBN 88-7226-940-7.
- Federico Fellini, L'arte della visione. Conversazioni con Goffredo Fofi e Gianni Volpi, Roma, Donzelli, 2009. ISBN 978-88-6036-373-2.
- Oreste Pivetta (a cura di), La vocazione minoritaria. Intervista sulle minoranze, Roma-Bari, Laterza, 2009, ISBN 978-88-420-8847-9.
- Per amore del mio popolo. Don Peppino Diana, vittima della camorra, a cura di, Roma, Edizioni dell'Asino, 2010. ISBN 978-88-6357-037-3.
- Mario Monicelli, Con il cinema non si scherza. Conversazione con Goffredo Fofi, con DVD, Bologna, Cineteca di Bologna, 2011. ISBN 978-88-95862-38-5.
- Festa per Elsa, a cura di e con Adriano Sofri, Palermo, Sellerio, 2011. ISBN 978-88-389-2548-1.
- Zone grigie. Conformismo e viltà nell'Italia d'oggi, Roma, Donzelli, 2011. ISBN 978-88-6036-557-6.
- Beati i puri di cuore, perché vedranno Dio, con Salvatore Mannuzzu, Torino, Lindau, 2012. ISBN 978-88-6708-024-3.
- Salvare gli innocenti. Una pedagogia per i tempi di crisi, Molfetta, La Meridiana, 2012. ISBN 978-88-6153-228-1.
- Stranieri. Albert Camus e il nostro tempo, a cura di e con Vittorio Giacopini, Roma, Contrasto, 2012. ISBN 978-88-6965-336-0.
- Scrittori. Grandi autori visti da grandi fotografi, a cura di, Roma, Contrasto, 2013. ISBN 978-88-6965-451-0.
- Presenze di Gesù nel cinema del Novecento, in I volti moderni di Gesù. Arte filosofia storia, Macerata, Quodlibet, 2013. ISBN 978-88-7462-489-8.
- Marlon Brando. Una tragedia americana, Roma, Castelvecchi, 2014. ISBN 978-88-6826-411-6.
- Elogio della disobbedienza civile, Roma, Nottetempo, 2015. ISBN 978-88-7452-543-0. (riedito nel 2022 in nuova edizione: ISBN 978-88-7452-969-8)
- Il racconto onesto. 60 scrittori, 60 risposte, a cura di, Roma, Contrasto, 2015. ISBN 978-88-6965-587-6.
- Il cinema del no. Visioni anarchiche della vita e della società, Eleuthera, 2015. ISBN 978-88-96904-75-6.
- Il Paese della sceneggiata, Medusa Edizioni, 2017. ISBN 978-8876983832.
- L'oppio del popolo, Elèuthera, 2019, ISBN 9788898860180
- Il secolo dei giovani e il mito di James Dean, La nave di Teseo, 2020, ISBN 9788834604731
- Più stelle che in cielo. Il libro degli attori e delle attrici, Bologna, Cue Press, 2020. ISBN 9788855100724.
- Cinema e teatro del Fronte Popolare. Negli anni Trenta del Novecento in Francia, Bologna, Cue Press, 2020. ISBN 9788855100786.
- Antologia del grande attore, di Vito Pandolfi, a cura di, Bologna, Cue Press, 2020. ISBN 9788855100755.
- Jean Vigo. Vita e opere del grande regista anarchico di Paulo Emílio Sales Gómes, a cura di, traduzione di Daniela Garavini, Bologna, Cue Press, 2020. ISBN 978-88-5510-081-6.
- Il teatro di Totò. 1932-46, Bologna, Cue Press, 2020. ISBN 9788855100854.
- Vittorio De Seta. Il mondo perduto, con Gianni Volpi e Franco Maresco, Bologna, Cue Press, 2020. ISBN 9788855100779.

- C'è molta Sicilia nel cinema italiano, in A. La Torre Giordano, Luci sulla città. Palermo nel cinema dalle origini al 2000, Edizioni Lussografica, 2020, pp. 15-23, ISBN 978-8882435189

- Volare alto volare basso, con Letizia Battaglia, Roma, Contrasto, 2021. ISBN 978-88-6965-817-4.
- Fellini anarchico, Milano, Elèuthera, 2021. ISBN 9788833020990.
- Il buon educatore e altre storie, Roma, Edizioni dell'Asino, 2021. ISBN 978-88-6357-395-4
- Sono nato scemo e morirò cretino, scritti 1956-2021, a cura di Emiliano Morreale, Roma, Minimum Fax, 2022. ISBN 978-88-3389-370-9.
- Non mangio niente che abbia gli occhi, Roma, Contrasto, 2022. ISBN 978-88-6965-901-0.
- Cari agli dèi, Roma, edizioni e/o, 2022. ISBN 978-88-3357-470-7.
- Per Pasolini, Milano, La nave di Teseo, 2022. ISBN 978-88-3461-122-7.
- Breve storia del cinema militante, Milano, Elèuthera, 2023. ISBN 978-88-3302-221-5
- Quante storie. Il ”sociale” dall'Unità a oggi. Ritratti e ricordi, Milano, Altreconomia, 2024. ISBN 978-88-6516-497-6